# Johannes Droste

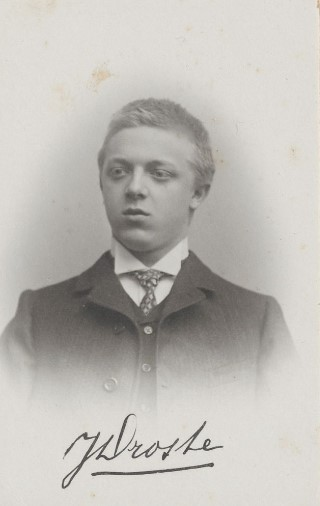
Droste (um 1908)

Johannes Droste (* 28. Mai 1886 in Grave; † 16. September 1963 in Leiden) war ein niederländischer Mathematiker und theoretischer Physiker. Er war Professor an der Universität Leiden.

## Leben
Droste wurde 1916 bei Hendrik Antoon Lorentz an der Universität Leiden promoviert (Het zwaartekrachtsveld van een of meer lichamen volgens de theorie van Einstein, Das Gravitationsfeld einer oder mehrerer Körper nach der Theorie von Einstein) Er verteidigte seine Dissertation in Leiden im Dezember 1916.
Als Ergebnis seiner Dissertation fand er 1916 die Schwarzschild-Lösung der Allgemeinen Relativitätstheorie unabhängig von Karl Schwarzschild. Er veröffentlichte vier Monate nach Schwarzschild (1917). Er hatte das Problem schon zuvor in der Einstein-Grossmann-Theorie untersucht und 1915 darüber veröffentlicht und 1916 in der endgültigen Form der Einsteinschen Theorie. Seine Ableitung war einfacher als bei Schwarzschild und verwendete die heute meist gebrauchte Koordinatenwahl. Einstein drückte in einem Brief an Ehrenfest seine Bewunderung für die Lösung aus.

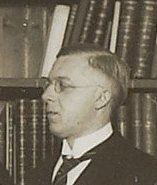
Johannes Droste (1925)

Droste behandelte auch das n-Körperproblem für langsam bewegte Körper und veröffentlichte darüber teilweise mit Lorentz (1917). Da diese Arbeiten aber im Gegensatz zu seiner Arbeit bei der Königlichen Akademie der Wissenschaften 1916 nur in Niederländisch veröffentlicht wurden, fanden sie weniger Beachtung und Einstein, Leopold Infeld und Banesh Hoffmann fanden viele der Ergebnisse neu bei ihrer Behandlung des Problems in den 1930er Jahren.
Droste war damals Teil einer Gruppe in Leiden, die als Erste im Ausland die Allgemeine Relativitätstheorie aktiv aufgriffen. Ein weiterer Physiker war Willem de Sitter und die Leidener Professoren Paul Ehrenfest und Lorentz standen in Briefwechsel mit Einstein (Ehrenfest war sogar ein enger Freund).
Zu seinen Doktoranden zählen Adriaan Zaanen und Antonie Monna.